# Итало Звево
Ѝтало Звèво (на италиански: Italo Svevo), псевдоним на Арон Хектор Шмиц (Aron Hector Schmitz), е италиански писател и драматург от еврейски произход. Тачен е като баща на съвременната италианска литература заради романите му „Един живот“ и „Застаряване“.
С централноевропейска култура, той взима своя псевдоним от двете култури – италианската и немската, които характеризират Триест – неговия роден град и които формират неговото образование.
Като банков чиновник – дейност, с която е принуден да се занимава по икономически причини, той започва да пише статии и разкази. През 1892 г. пише първия си роман „Един живот“, последван от романа „Застаряване“ (1898) и най-известната му творба – романът „Съвестта на Дзено“ през 1923 г., която привлича вниманието на критиците. Обучен от френски писатели реалисти, от философията на Шопенхауер и писанията на Зигмунд Фройд, Звево въвежда аналитична визия за реалността в италианската литература, подложена на непрекъснато интериоризиране, винаги внимателна към движенията на съвестта. Изследването на несъзнаваното, често заимствано от иронията и гротеската, се превръща в главен герой на неговите творби. Творбите му винаги представят отрицателен герой, обхванат от „болест“, която е състояние на екзистенциална криза на общество, лишено от ценности.

## Биография
Арон Хектор Шмиц е роден в град Триест, в тогавашната Австрийска империя, в нощта между 19 и 20 декември 1861 г. като петото от осемте деца (по-големите от него Паола, Ноеми, Наталия и Адолфо и по-малките Елио, Ортензия и Отавио) на Франц Шмиц и Алегра Моравия. Семейството принадлежи към еврейската буржоазия: бащата е търговец на стъкло, син на унгарец, докато майката е от фриулската общност.
По-късно той променя името си на Еторе Шмиц (Ettore Schmitz), докато под псевдонима Еторе Самили (Ettore Samigli) публикува първите си произведения.
През 1867 г., заедно с брат си Адолфо, започва да учи в еврейските начални училища на ул. „дел Монте“, където освен италиански и немски език той учи и еврейската традиция. През 1872 г. отива в частното търговско училище на Емануеле Еделес, където учи и брат му Елио. Ранната страст на Еторе към литературата се проявява още тогава, като скритото четене на френски романи не се харесва на баща му, който предвижда търговска кариера за него.
През 1874 г. баща му, убеден, че немският език е от съществено значение за професионалното бъдеще на децата му (у дома обикновено се говори на триестки диалект), праща Еторе и Адолфо, а по-късно и Елио, в Брюкселския институт в Сегниц, Бавария. Този епизод вдъхновява незавършената разказ „Бъдещето на спомените“ (1925), в която двама братя, изпратени в интернат от родителите си, страдат от раздяла със семейството.
Въпреки че говори италиански от детинство, обучението му се провежда в чисто немска езикова среда – елемент, който повлиява дълбоко на неговия литературен стил, водещ до характерни стилистични изопачавания.
Двукултурността е важен елемент в живота на писателя, която обаче (за разлика от много писатели от Рисорджименто) никога не изживява по конфликтен или болезнен начин, а винаги хармонично, подчертавайки собствената си двукултурност при избора на псевдонима  „Итало Звево“. През 1878 г. той се завръща в Триест и завършва обучението си по търговия в Търговския институт „Паскуале Револтела“, без да пренебрегва литературната култура, като първо чете немската класика, а след това и италианската.
През 1880 г., след фалита на компанията на баща му, той трябва да започне работа в градския клон на Юнион Банк във Виена – работа, която, въпреки че не харесва, върши цели 18 години. Докато посещава Градската библиотека на Триест, чете италиански класици и френски натуралисти, като разширява интересите си и към философията (Артур Шопенхауер и Фридрих Ницше) и към  науката, по-специално към трудовете на Чарлз Дарвин.
През същия период започва да сътрудничи на „Индипенденте“ – широко скроен социалистически вестник, за който написва 25 рецензии и театрални и литературни есета. Той също успява да публикува своите разкази Una lotta („Борба“) и L'assassinio di Belpoggio („Убийството на Белподжо“), съответно през 1888 и 1890 г., написани на италиански под псевдонима „Еторе Самили“, последвани от трети разказ и театрален монолог. Междувременно през 1886 г. Звево губи брат си Елио и започва да пише комедии и роман. През 1892 г. – годината, в която баща му умира, този първи негов роман със заглавие „Един живот“ е публикуван, подписан с окончателния псевдоним „Итало Звево“ – почит към неговите двойни италиански и немски корени; творбата е по същество игнорирана от критиците и обществеността. През тази година той има връзка с представителката на простолюдието Джузепина Дзергол, която по-късно вдъхновява образа на Анджолина в романа му „Застаряване“. След известно сътрудничество с вестник „Пиколо“ и завеждащ катедра в Институт „Револтела“, той губи майка си през 1895 г.
През 1896 г. се сгодява за братовчедка си Ливия Венециани – дъщеря на католически търговец на бои за подводници, за която се жени през 1896 г. През 1897 г., след като се отказва от еврейската религия, той става католик и сключва католически брак. През 1897 г. Ливия му ражда дъщеря Летиция, която умира през 1993 г. Бракът бележи фундаментална повратна точка в живота на Звево: първо, „неспособният“ най-накрая намира солидна основа, на която да се установи, и следователно успява да съвпадне с онази мъжествена фигура, която му е изглеждала недостижима: баща на семейството.
През 1898 г. Звево публикува втория си роман – „Застаряване“, но и той остава почти незабелязан. Този литературен провал почти го подтиква да изостави литературата напълно.
След като напуска банката, през 1899 г. той се присъединява към компанията на тъста си, оставяйки настрана литературната си дейност, която става маргинална и тайна. Така започва дълъг период на командировки в чужбина, който продължава до 1914 г. и го води до Франция, Германия и Англия, както и до остров Серенела близо до Мурано, където компанията Венециани има фабрика и където той създава трилогия от недовършени разкази („Мариано“, „Чимути“, „В Серенела“). Той носи цигулка със себе си, без да може да практикува освен спорадично. Все още има желание да твори и написва няколко театрални страници и приказки. Нуждаейки се от английски за работата си, през 1907 г. взима частни уроци от младия ирландски писател Джеймс Джойс – учител в Езиковата школа „Берлиц“ в Триест. Всъщност Звево отговаря за преговорите с Британското адмиралтейство за доставката на противообрастваща боя за корпусите на военни кораби, която той кръщава „Моравия“: името е взето от Звево от фамилията на роднина по майчина линия – роднина, общ с Алберто Моравия. Джойс го насърчава да напише нов роман. Около 1910 г., благодарение на своя девер Бруно Венециани, който по съвет на Едуардо Вайс отива във Виена и се лекува безуспешно при Зигмунд Фройд, Звево влиза в контакт с фройдистката психоанализа. Всъщност Звево през 1911 г. се среща и посещава Вилхелм Щекел – ученик на Фройд, който се занимава с връзката между поезията и несъзнаваното.
При избухването на Първата световна война компанията, в която работи, е затворена от австрийските власти (тъст му умира през 1921 г.), Джойс си тръгва и се връща в Триест едва през 1919 г., но след това заминава за постоянно в Париж (където Звево му ходи на гости много пъти). По време на войната писателят остава в родния си град, запазвайки австрийското си гражданство, но се опитва да остане възможно най-неутрален в лицето на конфликта. В този период той задълбочава познанията си по английска литература; интересува се от психоанализата и превежда „Тълкуването на сънищата“ на Фройд, което повлиява значително на по-късната му работа. По-късно той доброволно приема италианската окупация на града и след войната, с окончателното преминаване на Триест към Кралство Италия, той сътрудничи на първия важен италиански вестник в Триест – „Национе“, основан от неговия приятел Джулио Чезари. Взема италианско гражданство и италианизира на Итало Звево името, което е приел, т.е. Еторе Шмиц.
През 1919 г. си сътрудничи с вестник „Национе“ и започва да пише романа „Съвестта на Дзено“, публикуван през 1923 ., все още без успех. Успехът го спохожда през 1925 г., когато неговият приятел Джеймс Джойс предлага романа на някои френски критици (по-специално на Валери Ларбо, който пише за него в „Нувей Ревю Франсез“, и на Бенжамин Кремийо), докато в Италия Еудженио Монтале преди всички утвърждава неговото величие: така избухва „Случаят Звево“ – оживена дискусия около романа му. Сред първите негови почитатели са още Серджо Солми, Джузепе Прецолини, Антон Джулио Брагаля и Джорджо Фано.
Той не е привърженик на фашизма, но и не му се противопоставя, за разлика от своя девер Антонио Фонда Савио, бъдещ антифашист и партизанин на Комитета за национално освобождение. Тулио Кезич заявява, че Звево се е присъединил към Фашистката корпорация на индустриалците.
През 1926 г. френското списание Le navire d'argent посвещава цял брой на него. През 1927 г. Звево изнася известна лекция за Джойс в Милано, а през март 1928 г. е отпразнуван в Париж сред други известни писатели, включително Исак Бабел.
На 12 септември 1928 г., докато се връща със семейството си от термално лечение в Бормио, Звево претърпява пътен инцидент близо до Мота ди Ливенца, при който на пръв поглед изглежда леко ранен. В колата са шофьорът, съпругата му Ливия и внукът му. Той получава фрактура на бедрената кост. Като заклет пушач обаче отслабеното му сърце не може да устои на огромния шок. Той умира на 13 септември на 66-годишна възраст от сърдечна астма от белодробен емфизем. Четвъртият му роман Il vecchione o Le confessioni del vegliardo („Старецът или Признанията на стареца“) – „продължение“ на „Съвестта на Дзено“, остава недовършен. Погребан е в Триест на 15 септември 1928 г. по еврейски ритуал.

### Романи
- Una Vita (1892)
- Senilità (1898), екранизации от 1962 и 1985 г.
Застаряване: pоман и новели, София: Нар. култура, 1987; Лист, 2016. ISBN 978-619-7350-02-9
- La coscienza di Zeno (1923, екранизации от 1988 и 2002)
 Съвестта на Дзено, София: Нар. култура, 1978 (Библиотека „Избрани романи“, No 9)
- Il Vecchione (1925 – 1926), незавършен

### Разкази и повести
- Una lotta (1888), разказ, като Е. Самили
- Assassinio di via Belpoggio (1890), екранизация от 2004
- La Tribù (1897)
- Una burla riuscita (1926)
- La novella del buon vecchio e della bella fanciulla (1926), повест, екранизация от 1995
- Argo e il suo padrone (незавършена новела, публикувана в посмъртно издадения сборник „Corto viaggio sentimentale“)

### Пиеси
- Le ire di Giuliano (1885-92)
- Le teorie del conte Alberto (1885-92
- Una commedia inedita (1885-92)
- Prima del ballo(1891)
- La verità (1927)
- Terzetto spezzato (1912, пост. 1927, единствената пиеса на Звево, поставена приживе на сцена).
- Atto unico
- Un marito (отпечатана приживе през 1903 г.)
- Inferiorità
- Il ladro in casa
- L'avventura di Maria
- Con la penna d'oro (незавършена)
- La rigenerazione (1927-28)

### Есеистика
- Storia dello sviluppo della civiltà a Trieste nel secolo presente (1921), есе
- Profilo autobiografico (1929), есе
- Saggie e pagine sparse (1954)

### Дневници и кореспонденция
- Corrispondenza con gli amici di Francia (1953)
- Diario per la fidanzata (1962)
- Lettere alla moglie (1963)
- Epistolario (1966)
- Carteggio con James Joyce, Valery Larbaud, Benjamin Crémieux, Marie Anne Comnène, Eugenio Montale, Valerio Jahier (1978)